# Козира Ілля Савович
Ілля Савович Козира (нар. 1 лютого 1948, с. Білявинці Бучацького району Тернопільської області) — український агроном, педагог і громадський діяч. Голова Бучацької районної організації Народного Руху України і районної організації Української Народної Ради. Депутат Бучацької районної ради. Голова Бучацької районної державної адміністрації (2005—2008).

## Життєпис
У 1972 році закінчив Українську сільськогосподарську академію, здобувши спеціальність «вчений агроном». У 1976 році у цьому ж навчальному закладі здобув спеціальність «викладач сільськогосподарських технікумів і шкіл».
У 2000—2005 роках працював завідувачем агрономічного відділу — викладачем Бучацького державного аграрного коледжу.
У 1991—1992 — заступником голови виконкому Бучацької районної ради народних депутатів Тернопільської області. Від 1992 по 1994 — Представник Президента України в Бучацькому районі.
Обирався депутатом Тернопільської обласної ради.
У 2005—2008 — голова Бучацької районної державної адміністрації. Кандидатом у народні депутати України від блоку «Наша Україна» і «Наша Україна — Народна Самооборона» на виборах 2006 і 2007 років відповідно. На місцевих виборах 2010 р. обраний депутатом Бучацької районної ради від «Народної ради». Один з ініціяторів створення «Музею В'ячеслава Чорновола» в Бучачі.

## Сім'я
Дружина — Мирослава Степанівна. Син — Тарас (1973—2017), працював начальником відділу агропромислового розвитку Бучацької РДА, помер у кареті швидкої допомоги після ДТП, яка трапилася 2 вересня 2017 року близько 2030 з вини водія мікроавтобуса «Мерседес-Бенц Спринтер».
Дочки Ольга 1976 та Ірина 1978 років народження.